# هاوک‌من (فل اندر)
فل اندر (به انگلیسی: Fell Andar) یک شخصیت خیالی دی‌سی کامیکس است که خود را هاوک‌من یا مرد عقابی می‌نامد. دو نسخه متفاوت از شخصیت فل اندر وجود دارد: نسخهٔ پیش از-هاوک‌ورلد (با نام فل اندر) که توسط تونی ایزابلا و ریچارد هاول خلق شده است و برای اولین بار در جنگ سایه‌ای هاوک‌من (مه ۱۹۸۵) معرفی شد، در حالی که نسخهٔ پس از-هاوک‌ورلد توسط جان آسترندر و گراهام نولان خلق شده است.